# جیمی وست‌وود: قهرمان آمریکایی
جیمی وستوود: قهرمان آمریکایی (به انگلیسی: Jimmy Vestvood: Amerikan Hero) یک فیلم کمدی آمریکایی به کارگردانی جاناتان کسلمن و نویسندگی ماز جبرانی و امیر اوهبسیون محصول سال ۲۰۱۴ است. ماز جبرانی، جان هرد، دیانا روسو، شیلا وند و مارشال منش در این فیلم بازی می‌کنند. خلاصه داستان درباره یک ایرانی است که برنده یک بلیت بخت‌آزمایی، گرین کارت می‌شود و با مادرش به لس آنجلس می‌رود تا رویای خود را برای تبدیل شدن به یک قهرمان آمریکایی دنبال کند.
این فیلم در ۱۳ می ۲۰۱۶ در ایالات متحده اکران محدودی شد و تقریباً ۲۱۶ هزار دلار فروخت.

## بازیگران
- ماز جبرانی ... جیمی وستوود
- جان هرد ... جی پی مونرو
- دیانا روسو ... مارسی مونرو
- شیلا وند ... لیلا
- مارشال منش ... مهدی قصاب
- ویدا قهرمانی ... مادر جیمی
- نوید نگهبان [۲] ... محمد محمد محمد محمدی
- نیوشا جعفریان در نقش حمیرا
- تارا کرمی در نقش ام سی ایران

## داستان
جمشید/جیمی وستوود ( ماز جبرانی )، یک کارآگاه خصوصی ایرانی که به همراه مادرش ( ویدا قهرمانی ) زندگی می‌کند، در قرعه‌کشی گرین کارت برنده می‌شود. در حالی که او در شهر خود تهران مشغول جشن گرفتن است، به‌طور تصادفی یک پرچم آمریکا آتش می‌گیرد. ویدئویی از این حادثه پخش می‌شود و شرکت کاکس مدیا او را به‌عنوان یک «تروریست» معرفی می‌کند. پس از اینکه او و مادرش به ایالات متحده می‌آیند، متوجه می‌شوند که نمی‌توانند شغلی بهتر از یک نگهبان امنیتی معمولی در مغازه دوست خانوادگی‌شان، «مهدی قصاب» ( مارشال منش )، پیدا کنند. از آنجایی که او هنوز در پی رویای کارآگاه خصوصی شدن و تبدیل شدن به یک قهرمان آمریکایی مانند الگوی دوران کودکی‌اش، استیو مک‌کوئین ، است، توسط میلیونر جی‌پی مونرو ( جان هرد ) استخدام می‌شود . مونرو از جیمی می‌خواهد که در مورد همسر جوان‌ترش، مارسی ( دیانا روسو )، که جیمی به داشتن رابطه مشکوک است، تحقیق کند. جیمی پس از ملاقات با مارسی، عاشق زیبایی او می‌شود و برای جمع‌آوری شواهد، او را تعقیب می‌کند. جیمی متوجه می‌شود که همایون ( سام گلزاری )، پسر مهدی، همجنسگرا است و مخفیانه با فردی آمریکایی آفریقایی‌تبار قرار می‌گذارد. لیلا ( شیلا وند )، هفتمین پسرعموی جیمی، که علاقه‌ی زیادی به او دارد، سعی می‌کند در این ماجرا دخالت کند. با پیشرفت داستان، مشخص می‌شود که خانواده‌ی مونرو می‌خواهند از جیمی برای منافع خود استفاده کنند و حالا جیمی و لیلا باید اوضاع را نجات دهند...
از وب‌سایت جیمی وست‌وود: «پلنگ صورتی در این طنز گسترده درباره یک مهاجر ایرانی دست و پا چلفتی اما دوست‌داشتنی که در قرعه‌کشی گرین کارت برنده می‌شود و برای دنبال کردن رویای تبدیل شدن به یک قهرمان آمریکایی به لس‌آنجلس نقل مکان می‌کند، با بورات آشنا می‌شود. جیمی وست‌وود آرزو دارد مانند الگوی دوران کودکی‌اش، استیو مک‌کوئین در فیلم بولیت، یک پلیس باحال شود، اما خیلی زود متوجه می‌شود که بهترین شغلی که می‌تواند پیدا کند، نگهبانی در یک فروشگاه مواد غذایی ایرانی است. در جریان یک سری اتفاقات خنده‌دار و سرنوشت‌ساز، ساده‌لوحی جیمی زمانی مورد سوءاستفاده قرار می‌گیرد که یک دلال فاسد اسلحه او را به عنوان یک کارآگاه خصوصی استخدام می‌کند. جیمی که توسط کاکس نیوزِ ترس‌افکن به عنوان یک تروریست معرفی شده است، ناخواسته درگیر توطئه‌ای برای شروع جنگ جهانی سوم می‌شود. جیمی با کمک پسرعموی هفتم خود، باید اوضاع را نجات دهد و از جنگ قریب‌الوقوع جلوگیری کند و در عین حال مادر بیش از حد محتاط خود را در تاریکی نگه دارد.»
«در زمانی که تنش‌ها بین شرق و غرب به نقطه اوج خود رسیده است، «جیمی وستوود» با بازیگوشی، پیش‌فرض‌های آمریکایی‌ها در مورد خاورمیانه را به چالش می‌کشد و با به تصویر کشیدن اولین قهرمان خاورمیانه‌ای در یک کمدی آمریکایی، عرصه جدیدی را می‌گشاید.» 